# Christina Cox

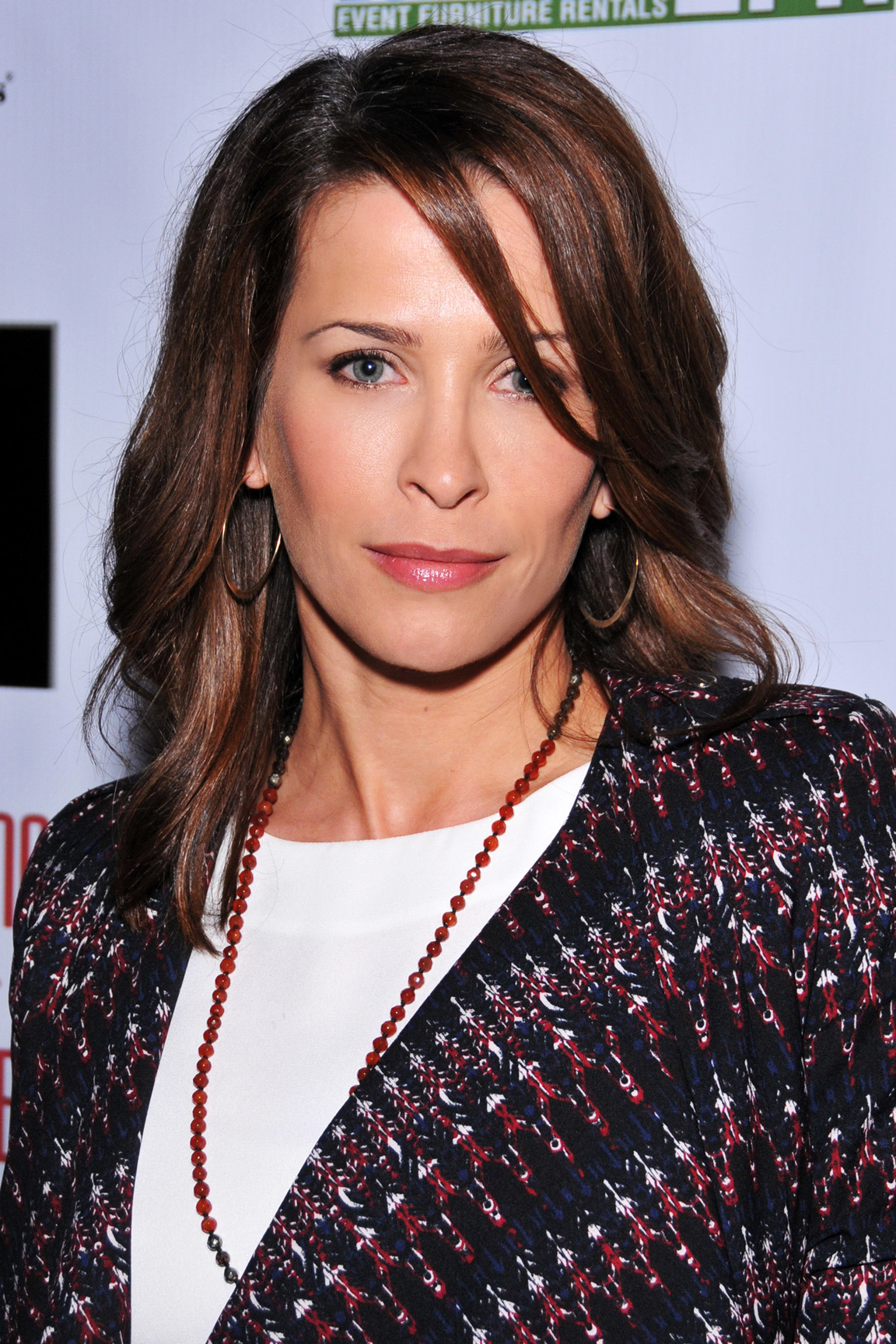
Christina Cox (2013)

Christina Cox (* 31. Juli 1971 in Toronto, Ontario) ist eine kanadische Schauspielerin.

## Leben und Leistungen
Cox besuchte die Arts York at Unionville High School und später die Ryerson Theatre School. Sie spielte in einigen Theaterstücken, darunter in Was ihr wollt von William Shakespeare. In der Mitte der 1990er Jahre trat sie in einigen Filmen und Fernsehserien wie Ein Mountie in Chicago auf. In den Jahren 1996 bis 1998 spielte sie eine der größeren Rollen in der Fernsehserie F/X: The Series, für diese Rolle wurde sie im Jahr 1998 für den Gemini Award nominiert. In der preisgekrönten kanadischen Komödie Better Than Chocolate (1999) war sie in einer der größeren Rollen zu sehen. Im Science-Fiction-Fernsehfilm Code Name – Phönix (2000) übernahm sie eine der Hauptrollen. Im Thriller Runaway Jane – Allein gegen alle (2001) spielte sie neben Teri Hatcher und Rob Lowe, während sie im Filmdrama Sometimes a Hero (2003) die Hauptrolle übernahm. Sie war ebenfalls in einzelnen Episoden der Fernsehserien Cold Case – Kein Opfer ist je vergessen, CSI: Miami, Stargate – Kommando SG-1, Bones – Die Knochenjägerin, Numbers – Die Logik des Verbrechens, Dr. House, The Mentalist und Dexter zu sehen. Im Jahr 2006 wurde der Actionfilm Max Havoc: Ring of Fire veröffentlicht, in dem Cox neben Rae Dawn Chong eine größere Rolle spielt.
Von 2007 bis 2008 spielte Cox in der kanadischen Fernsehserie Blood Ties mit, welche auf den Romanen von Tanya Huff basiert. Ausgestrahlt wurde die Serie auf dem US-amerikanischen Kabelsender Lifetime. Ebenso übernahm sie 2009 eine der Hauptrollen in der international produzierten Science-Fiction-Serie Defying Gravity – Liebe im Weltall.
Christina Cox lebt aktuell mit ihrem Ehemann Grant Mattos, einem ehemaligen NFL-Spieler, und ihrer gemeinsamen Tochter (* 2013) in Los Angeles, Kalifornien.

## Filmografie (Auswahl)

### Filme
- 1994: Spike of Love
- 1995: Jungle Law (Street Law)
- 1995: The Donor – Out of Law
- 1997: Hilfe! Mein Hund spricht (Tiger)
- 1996: Schutzlos ausgeliefert (No One Could Protect Her)
- 1996: Dan und Jane – Unser Traum besiegt die Angst (A Brother's Promise: The Dan Jansen Story, Fernsehfilm)
- 1996: Sins of Silence (Fernsehfilm)
- 1999: Better Than Chocolate (Meilleur que le chocolat)
- 2000: Code Name – Phönix (Code Name Phoenix, Fernsehfilm)
- 2001: Runaway Jane – Allein gegen alle (Jane Doe, Fernsehfilm)
- 2003: Sometimes a Hero
- 2004: Nikki & Nora (Fernsehfilm)
- 2004: Riddick: Chroniken eines Kriegers (The Chronicles of Riddick)
- 2006: Max Havoc: Ring of Fire
- 2007: Ascension Day
- 2008: Making Mr. Right (Fernsehfilm)
- 2010: The Stepson (Fernsehfilm)
- 2012: Cyber Seduction (Fernsehfilm)
- 2012: Fugitive at 17 (Fernsehfilm)
- 2013: Eve of Destruction – Wenn die Welt am Abgrund steht (Eve of Destruction)
- 2013: Beauty Mark (Kurzfilm)
- 2013: The Contractor
- 2013: Elysium
- 2014: Crimes of the Mind
- 2014: Cannabis Kid
- 2017: Deadly Lessons (Fernsehfilm)
- 2017: Taken Too Far (Fernsehfilm)
- 2017: Precious Things (Fernsehfilm)
- 2018: Sidelined (Fernsehfilm)
- 2018: F.R.E.D.I.
- 2018: Hailey Dean Mystery – A Marriage Made for Murder (Fernsehfilm)
- 2019: Ruby Herring Mysteries – Her Last Breath (Fernsehfilm)
- 2021: Deadly Mom Retreat (Fernsehfilm)
- 2024: The Boarding School Murders (Fernsehfilm)

### Fernsehserien
- 1992–1995: Nick Knight – Der Vampircop (Forever Knight, 3 Folgen)
- 1994–1995: Ein Mountie in Chicago (Due South, Folgen 1x01, 2x02)
- 1995: Kung Fu – Im Zeichen des Drachen (Kung Fu: The Legend Continues, Folge 3x10)
- 1996–1998: F/X: The Series (38 Folgen)
- 1998/2002: Stargate – Kommando SG-1 (Stargate SG-1, Folgen 2x13, 5x20)
- 1998–1999: The Crow – Die Serie (The Crow: Stairway to Heaven, 10 Folgen)
- 2000: Outer Limits – Die unbekannte Dimension (Outer Limits, Folge 6x03)
- 2000: PSI Factor – Es geschieht jeden Tag (PSI Factor: Chronicles of the Paranormal, Folge 4x15)
- 2003: Mutant X (Folge 2x11)
- 2004: Andromeda (Folge 4x10)
- 2004: CSI: Miami (Folge 2x15)
- 2005: Dr. House (House M.D., Folge 1x20)
- 2005: Numbers – Die Logik des Verbrechens (NUMB3RS, Folge 1x13)
- 2007–2008: Blood Ties – Biss aufs Blut (Blood Ties, 22 Folgen)
- 2007: Bones – Die Knochenjägerin (Bones, Folge 3x03)
- 2008: Stargate Atlantis (Folge 5x07)
- 2009: Dexter (Folge 4x04)
- 2009: Defying Gravity – Liebe im Weltall (Defying Gravity, 13 Folgen)
- 2010: 24 (Folge 8x14)
- 2010: The Mentalist (Folge 3x05)
- 2011: Navy CIS (NCIS, Folge 8x13)
- 2011: Combat Hospital (Folgen 1x06–1x07)
- 2013: Castle (Folge 5x18)
- 2014: Nikki & Nora: The N&N Files (7 Folgen)
- 2014: Perception (Folge 3x05)
- 2015: Navy CIS: L.A. (NCIS: Los Angeles, Folge 6x18)
- 2015: Arrow (3 Folgen)
- 2015: Navy CIS: New Orleans (NCIS: New Orleans, Folge 2x11)
- 2016: Elementary (Folge 4x20)
- 2016: Motive (Folgen 4x07–4x08)
- 2016–2018: Shadowhunters – The Mortal Instruments (11 Folgen)
- 2017: iZombie (3 Folgen)
- 2018: Life Sentence (Folge 1x07)
- 2019: Criminal Minds (Folge 14x12)
- 2023–2024: Reacher (Folgen 2x03, 2x06–2x07)